# Диодор са Сицилије
Диодор Сицилијски (лат. Diodorus Siculus) је био грчки историчар, савременик Помпеја, Цезара и Августа.

## Биографија
Диодор Сицилијски је рођен у Агирију на североисточном делу Сицилије. Био је Помпејев, Цезаров и Августов савременик. У тим бурним временима, Диодор се посветио сакупљању историјске грађе и писању обимне светске историје. Извори о Диодоровом животу оскудни су јер се није укључивао у политички живот Рима. Антички писци га ретко спомињу, али је код хришћанских аутора постао прворазредни историографски ауторитет. Сам Диодор у своме делу даје неке податке о својим путовањима. Посетио је Египат под Птолемејем XII. Ту сазнајемо да је започео са писањем свог дела пре 56. године п. н. е. јер наводи да је то била 276. година након Александровог освајања Египта (331. године п. н. е.). Последњи догађај који Диодор описује јесте протеривање грађана Тауроменија.
Сам Диодор казује да је 30 година провео у писању свога дела. Путовао је у највећи део Европе, у Азију, Египат и Рим. На основу ових података се може утврдити да је рођен око 100. године п. н. е. а да је своје дело писао између 60. и 30. године п. н. е.

## Дело
Историјска библиотека (грчки: Ἱστορικὴ Βιβλιοθήκη) — историја света од митских времена до Цезаровог првог конзулата (60/59. година п. н. е.) или до Цезаровог освајања Британије. Дело је написано у 40 књига од којих су сачуване 1, 3. и 4. пентада тј. књиге под бројевима 1-5 и 11-20. У прве три књиге, Диодор се бави историјом варварских народа. Прва књига посвећена је историји и култури Египта, а друга Асирије, Вавилона, Медије, Индије и Скитије. Трећа књига се бави историјом Етиопије, земаља Персијског залива и Црвеног мора, Либијом и Атлантидом. Четврта књига је преглед грчке митологије и увод у Тројански рат. Пету књигу Диодор назива „острвском” и у њој описује земље и народе западног Медитерана (Сицилија, Малта, Корзика, Сардинија, Британија, Келти, Ибери, Лигури, Етрурци). Књиге од 6. до 10. сачуване су само у фрагментима и описују период од Тројанског рата до 481. године п. н. е. Трећа и четврта пентада описују период од 481. до 301. године п. н. е. Почињу завршетком прве фазе Грчко-персијских ратова, а завршавају приказом зараћених страна у Четвртом рату дијадоха, непосредно пред битку код Ипса. Остале пентаде описују период од 301. до 60/59. године п. н. е.